# Leonie Tepe
Leonie Katarina Tepe (Colonia, 12 settembre 1995) è un'attrice tedesca, meglio conosciuta per aver interpretato il ruolo di Maria nella trilogia La banda dei coccodrilli.

## Biografia e carriera
Il suo primo ruolo importante, è stato quello di Nina Bergmann nella versione cinematografica di Taco e Rabbit, ma il suo vero debutto è stato nel 2009, quando ha interpretato il ruolo di Maria nel remake La banda dei coccodrilli 1, 2 e 3. Ha inoltre partecipato al video musicale di Superhelden, degli Apollo 3, che avrebbe poi fatto parte della colonna sonora dei tre film.dopo la trilogia de la banda dei coccodrlilli, tutti si chiedono se Maria [leonie tepe] abbia ancora un rapporto con l'attore Nick romeo reimann con cui nei film era fidanzata

## Filmografia

### Cinema
- 2009: La banda dei coccodrilli - Maria
- 2010: La banda dei coccodrilli indaga - Maria
- 2011: La banda dei coccodrilli - Tutti per uno - Maria

### Televisione
- 2007: Halt durch, Paul!
- 2007: SOKO Köln
- 2008: Taco e Rabbit - Nina Bergmann\Rabbit
- 2008: Taco e Rabbit 2 - Nina Bergmann\Rabbit
- 2011: 14º Distretto - Klassentreffen